# Niptodes lusitanus
Niptodes lusitanus é uma espécie de insetos coleópteros polífagos pertencente à família Anobiidae.
A autoridade científica da espécie é Reitter, tendo sido descrita no ano de 1888.
Trata-se de uma espécie presente no território português.